# Bramont
Il  Bramont è un fiume francese che sgorga sul Massiccio centrale, nel territorio del comune di Saint-Étienne-du-Valdonnez, e scorre nel dipartimento della Lozère (regione Occitania). È un affluente alla riva sinistra del Lot, nel quale confluisce dopo un percorso di 25,4 km. È quindi un subaffluente della Garonna.

## Geografia
Il Bramont nasce a 1518 metri d'altitudine, sul Roc des Laubies nel massiccio del Monte Lozère nel cuore del Parco nazionale delle Cevenne.
Dopo essere disceso dal Lozère seguendo le gole alle quali dà il proprio nome, esso attraversa la valle del Valdonnez costeggiando il lato sudovest del truc de Balduc. Riceve le acque della Nize a sud di Rouffiac e Saint-Bauzile. Dopo egli raggiunge, qualche chilometro più a valle, il Lot, sulla riva destra, presso Balsièges, a 685 metri di altitudine circa, cioè a sette chilometri a valle della città di Mende. La lunghezza del suo corso è di 25,4 km.
È l'affluente più meridionale del Lot a monte (Lot dalla sua sorgente fino a Entraygues)

### Comuni e cantoni attraversati
Il Bramont scorre esclusivamente nel dipartimento della Lozère, ove non bagna che i tre comuni di Saint-Étienne-du-Valdonnez (sorgente), Saint-Bauzile e Balsièges (confluenza).
In termini di cantoni, il Bramont nasce nel cantone di Saint-Étienne-du-Valdonnez, e confluisce nel cantone di Chirac, il tutto nel solo arrondissement di Mende.

### Bacino idrografico
Le Bramont attraversa una sola zone idrografica Le Bramont (O703) di 121 km2. Questo bacino idrografico è composto per il 69,83% di foreste e ambienti semi-naturali, per il 29,35% di territori agricoli e per lo 0.56% di territori artificializzati.

## Affluenti
(rd = riva destra; rs = riva sinistra.)
Il Bramont ha dodici affluenti ufficiali tra i quali:
- la Nize (o la Prade): (rd), 13,4 km di numero di Strahler tre
- il Lançon: (rs), 4,9 km
- l'Amourous: (rs), 4,9 km
- torrente di Valoubière: (rs), 2,2 km

Dunque il suo numero di Strahler è quattro.

## Idrologia
Il Bramont ha delle variazioni molto forti di portata: da 0.094 m3/s a 93 m3/s.
Il Bramont è un fiume molto abbondante, ma anche irregolare, come la maggior parte dei corsi d'acqua che scorrono sui versanti del Massiccio centrale francese.

### Il Bramont a Saint-Bauzile
La sua portata è stata osservata per un periodo di 39 anni (1970-2008), a Saint-Bauzile, località situata non lontano della sua confluenza con il Lot.
Il bacino idrografico del fiume è di 116 km2.
Il modulo del fiume a Saint-Bauzile è di 1,80 m3/s.
Il Bramont presenta delle fluttuazioni stagionali di portata molto marcate, con un periodo di piena prolungato dall'autunno alla primavera, che porta la portata mensile media a un livello tra 2,20 e 2,84 m3/s, da novembre a maggio incluso (con due massimi: il primo in dicembre-gennaio, il secondo, meno importante, in aprile). Il regime fluviale è dunque detto "pluvio-nivale". Da fine maggio la portata diminuisce rapidamente per arrivare al periodo di magra si svolge da luglio a inizio ottobre, portando un periodo di magra di portata media mensile fino a 0,354 m3 al mese di agosto, ciò che resta abbastanza consistente in rapporto al modulo di base. Ma le fluttuazioni di portata possono essere più importanti nel corso degli anni e su periodi più brevi.

## Le perdite superiori del Bramont
Il Bramont è un fiume molto particolare nel senso che le sue acque costituiscono, attraverso il suo letto in superficie, un affluente maggiore del Lot, ma anche, attraverso una captazione sotterranea, un affluente occulto della Tarn! Il fenomeno è noto da sempre; documenti d'archivio ne fanno testo dal 1807.
Il Bramont scorre, dalla sua sorgente sul Monte Lozère, su un substrato granitico; quando esso tocca le formazioni calcareo-dolomitiche del plateau hettangiano dei Bondoni, attraverso un pendio stabile sulla faglia, si perde in parti nelle tre zone d'absorbimento legate a una caverna che è stata esplorata a partire dal 1987 (grotta-perdita del Bramont, che sviluppa 2500 metri di gallerie); la risurgiva emerge nel vallone delle Combes ove essa fa nascere un corso d'acqua chiamato anche lui "Bramont"; quest'ultimo si ingrossa di accessi d'acqua formando un affluente della Tarn nella località detta "Le Cantonnet".
Almeno tre processi hanno avuto luogo durante il XIX secolo a causa del fatto che la "gente del plateau superiore" tapparono le perdite, allo scopo di privarne le "genti del plateau inferiore"; questi ultimi non mancarono di andare a riaprire le perdite, da cui numerosi conflitti paragonabili a quelli che ha raccontato Marcel Pagnol in Jean de Florette e Manon des Sources.
Una decisione ministeriale, datata 9 giugno 1869 (Ministero dell'Agricoltura, del Commercio e dei Lavori Pubblici) ha ordinato al prefetto della Lozère di far applicare il verdetto reso nel 1822 secondo il quale era vietato toccare le "perdite" e che la ripartizione delle acque doveva essere equa per le due parti. Questa decisione ministeriale ha ancor corso ai nostri giorni, ciò che non ha mai impedite numerose operazioni clandestine. 
È qui il caso di rilevare che il Bramont si perdeva, centinaia di millenni fa, in un'altra caverna: la grotta di Malaval; le acque che erano allora derivate sotterraneamente compivano un lungo viaggio (più di 3500 metri in linea orizzontale, nel seno d'una caverna sviluppando più di 12000 m di gallerie) prima di rivedere la luce del giorno nella località detta Monteils, dando la luce a un torrente affluente del Briançon, lui stesso a sua volta affluente del Tarn.
Le perdite superiori del Bramont possono naturalmente tapparsi o stapparsi: ne risultano delle portate forzatamente fluttuanti rilevate nella parte del corso a valle, senza che questo abbia alcun rapporto con la pluviometria.

## La scomparsa nelle perdite inferiori
Il 17 novembre 2003, il Bramont è stato inghiottito in una voragine di 20 metri di diametro e una decina di metri di profondità, tra il comune di Saint-Étienne-du-Valdonnez e la sua frazione di Molines. La dolina assorbiva la totalità delle acque del fiume, avendo per conseguenza immediata un prosciugamento totale del corso a valle. La risorgiva si produceva nella località detta "Fontmaure" nella valle vicina alla località detta Langlade sul territorio del comune di Brenoux; questa risorgiva è nota localmente con la denominazione di "Fontmaure".
Il 3 dicembre 2003, durante piene importanti, l'impetuosità delle acque del Bramont ha nuovamente tappato il buco, permettendo al fiume di ritrovare il suo corso normale.